# أبرشية الأقباط الأرثوذكس في ميدلاندز
أسقف أبرشية الأقباط الأرثوذكس في ميدلاندز بالمملكة المتحدة هو الأسقف ميصائيل .

## تاريخ الابرشية

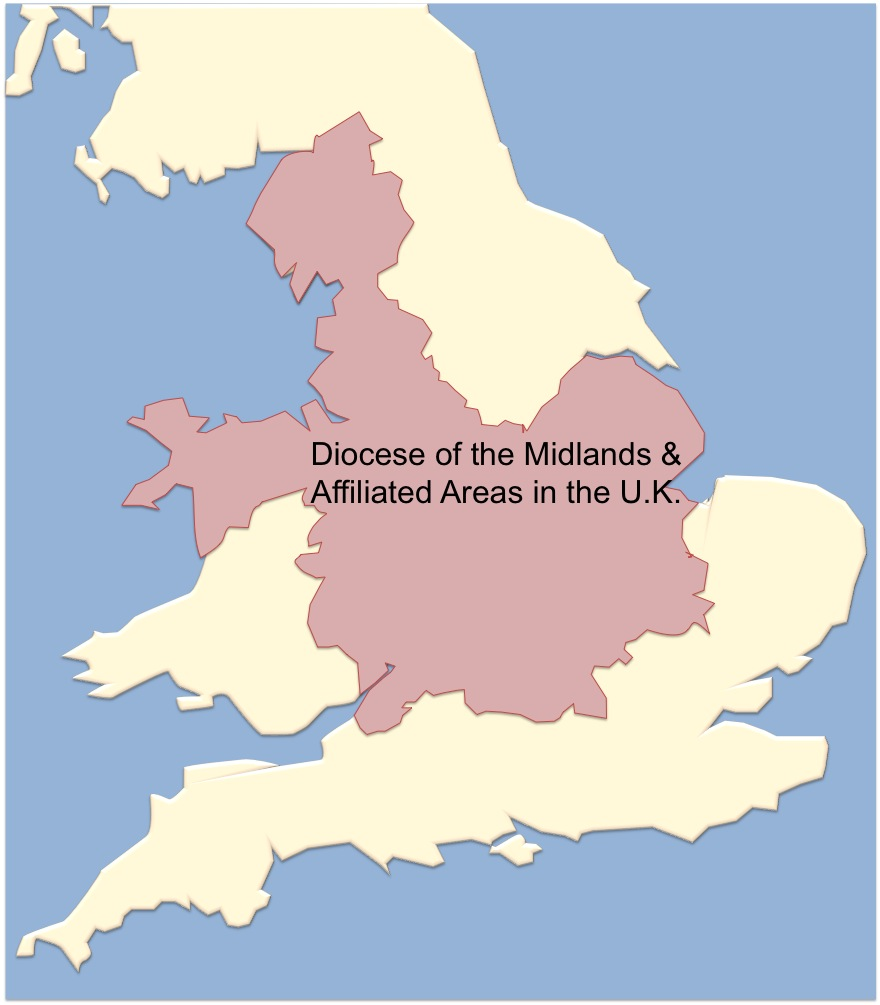
أبرشية الأقباط الأرثوذكس في ميدلاندز ، المملكة المتحدة

في عام 1991 ، تم إنشاء أول أبرشية قبطية أرثوذكسية في المملكة المتحدة ، وواحدة من أوائل الأبرشيات خارج مصر ، هي أبرشية ميدلاندز ، (كانت تُعرف في ذلك الوقت باسم أبرشية برمنغهام). عيّن البابا شنودة الثالث الأنبا ميصائيل (الذي كان آنذاك أسقفًا عامًا) للإشراف على هذه الأبرشية ، وهو الاسقف الحالي حتى يومنا هذا.
يقع المقر الرئيسي للأبرشية في مركز سانت ماري وسانت مرقس القبطي الأرثوذكسي في برمنغهام حيث يقيم الأسقف أيضًا.
ختم الأبرشية علي شكل صليب وسمكة استناداً إلى نقش قبطي قديم من الحجر الجيري يعود إلى القرنين الرابع والخامس موجود حالياً في متحف اللوفر بفرنسا.
المناطق التي تندرج تحت أبرشية الأقباط الأرثوذكس في ميدلاندز ، المملكة المتحدة. هي كما يلي:
- تشيشير
- كمبريا
- ديربيشاير
- غلوسترشير
- مانشستر الكبرى
- هيرفوردشير
- لانكشر
- ليسترشير
- لنكولنشاير
- مرزيسايد
- نورثامبتونشير
- شمال ويلز
- نوتنغهامشير
- أكسفوردشير
- روتلاند
- ستافوردشاير
- شروبشاير
- وركشير
- ميدلاند الغربية
- ورشستر

## الأنبا ميصائيل

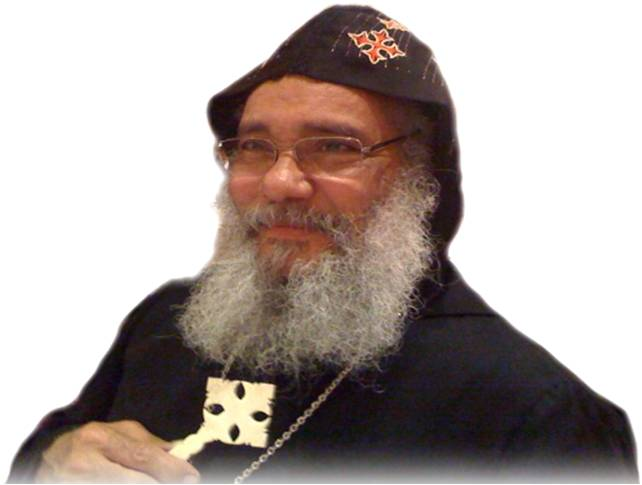
الأنبا ميصائيل

قبل أن يصبح أسقفًا للأبرشية ، كرس الأنبا ميصائيل كنيسة القديسة مريم والقديس أنطونيوس القبطية في عام 1985 ، وأنشأ المركز القبطي الأرثوذكسي في برمنغهام عام 1989. شكلت هذه لاحقًا جزءًا من الأبرشية المبكرة.
في 26 مايو 1991 ، كرس البابا شنودة الثالث الأنبا ميصائيل أسقفًا لأبرشية برمنغهام. في عام 2006 ، تم تغيير اسم الأبرشية إلى «أبرشية ميدلاندز» (المملكة المتحدة ).
كانت الأبرشية أول أبرشية تابعة لبطريركية الاقباط الأرثوذكس تم إنشاؤها في المملكة المتحدة وواحدة من أوائل الأبرشيات في جميع بلدان المهجر (أوروبا ، أمريكا ، أستراليا). بعد تأسيسها من قبل البابا شنودة الثالث ، وفي عام 1995 تم انشأ الابرشية الثانية, أبرشية أيرلندا واسكتلندا وشمال شرق إنجلترا (أسقف ألابرشية هو الأسقف أنطوني) , وفي عام 1999 رُسم الأسقف أنجيلوس أسقفًا عامًا على ستيفنيج (الابرشية الثالثة, أبرشية لندن حاليا). وهكذا أصبح الأنبا ميصائيل أول أسقف قبطي أرثوذكسي يخدم في المملكة المتحدة.

## كهنة و شمامسة الابرشية
اعتبارًا من 2018 الابرشية بها تسعة كهنة 
- القمص يوحنا
- القمص بيشوي
- القمص بيتر
- القمص جون
- القمص أنتوني
- القمص هيدرا
- الاب بيتر فارينجتون
- الاب أندرو
- الاب ديفيد

في عام 2015، عين الأنبا ميصائيل رئيس شمامسة في برمنغهام لخدمة كاتدرائية القديسة مريم ورئيس الملائكة ميخائيل.
هناك أيضًا ثلاثة شمامسة مكلفين لمساعدة الأسقف والكهنة.

## الكنائس
تضم الأبرشية 8 كنائس و5 تجمعات قبطية (مجموعة من العائلات) :
- مركز القديسة ماري وماركس القبطية الأرثوذكسية ، برمنغهام
- كاتدرائية القديسة مريم ورئيس الملائكة ميخائيل القبطية الأرثوذكسية (قيد الإنشاء) ، برمنغهام
- كنيسة القديسة مريم والقديس أنطونيوس القبطية الأرثوذكسية ، برمنغهام
- كنيسة القديسة مريم ومارمينا القبطية الأرثوذكسية ، مانشستر
- كنيسة القديسة مريم ومارجرجس القبطية الأرثوذكسية ، نوتنغهام
- كنيسة القديسة مريم والقديس أباسخيرون القبطية الأرثوذكسية ، لانديدنو
- كنيسة القديسة مريم والقديس كيرلس القبطية الأرثوذكسية ، ليفربول
- كنيسة القديسة مريم والقديس فيلوباتير القبطية الأرثوذكسية ، بولتن
- مجموعة عائلات قبطية في ستوك أون ترينت[7]
- مجموعة عائلات قبطية في ليستر
- مجموعة عائلات قبطية في أكسفورد
- مجموعة عائلات قبطية في نورثامبتون
- مجموعة عائلات قبطية في دربي

## روابط خارجية
- الموقع الرسمي لأبرشية الأقباط الأرثوذكس في ميدلاندز ، المملكة المتحدة